# Siodło madziarskie
Siodło madziarskie – podobne było do tego używanego przez Awarów.
Jego szkielet tworzyły łęki, przedni i tylny, oparte na drewnianych ławkach ułożonych wzdłuż końskiego grzbietu. Całość pokryta była skórą. Dzięki takiej konstrukcji koń i jeździec o wiele mniej się męczyli i byli zdolni do pokonywania olbrzymich odległości. Strzemiona madziarskie były gruszkowatego kształtu z wygiętą łukowato przystosowanej do miękkiej podeszwy buta. Podobnie jak siodła były misternie zdobione.
Dla porównania ewolucja siodła zachodnioeuropejskiego szła w kierunku stopniowego powiększania wysokości łęków, co doprowadziło do powstania solidnych oparć pewnie utrzymujących ciężkozbrojnego jeźdźca. Dlatego strzemiona rycerskie były masywne, miały formę równoramiennego trójkąta z płaską stopką.